# Medaeus ornatus
Medaeus ornatus är en kräftdjursart som beskrevs av James Dwight Dana 1852. Medaeus ornatus ingår i släktet Medaeus och familjen Xanthidae. Inga underarter finns listade i Catalogue of Life.